# تور دو فرانس زنان ۲۰۲۴
Tour de France Femmes 2024 (به‌طور رسمی Tour de France Femmes Avec Zwift 2024) سومین دوره از Tour de France Femmes بود. این مسابقه از 12 تا 18 آگوست 2024 برگزار شد و بیست و دومین مسابقه در تقویم تور جهانی زنان UCI 2024 بود. این مسابقه توسط سازمان ورزش آموری (ASO) برگزار شد که تور دو فرانس مردان را نیز برگزار می‌کند.
این مسابقه توسط سوارکار لهستانی Katarzyna Niewiadoma (دره–SRAM) برنده شد، و دمی وولرینگ مدافع عنوان قهرمانی (بولز–دولمنز) را تنها با چهار ثانیه شکست داد. وولرینگ علاوه بر کسب مقام دوم، جایزه جنگنده‌ترین موتورسوار را نیز از آن خود کرد. Pauliena Rooijakkers پس از عملکرد قوی خود در مرحله نهایی، در مجموع مقام سوم را به خود اختصاص داد.
در دیگر رده‌بندی‌های مسابقه، ماریان ووس برای دومین بار پیراهن سبز رده‌بندی امتیازی را از آن خود کرد. Justine Ghekiere پیراهن نقطه‌ای را به عنوان برنده رده‌بندی کوهستان گرفت. Puck Pieterse پیراهن سفید را به عنوان برنده رده‌بندی سوارکاران جوان گرفت که به بهترین سوارکار زیر ۲۳ سال اهدا شد. با کمترین زمان مجموع در بین سه سوارکار برتر خود..
به‌طور کلی، این مسابقه توسط مردم، رسانه‌ها، تیم‌ها و سوارکاران مورد تحسین قرار گرفت. هفته‌نامه دوچرخه‌سواری خاطرنشان کرد که حاشیه پیروزی «نازک تیغ» نشان‌دهنده «سطح فوق‌العاده رقابت در دوچرخه‌سواری زنان و عمق استعداد در این رشته» است، در حالی که Le Parisien معتقد است که این مسابقه «تضمین‌هایی را برای آینده به خود ارائه کرده است». .

## تیم‌ها
۲۲ تیم در این مسابقه شرکت کردند. تیم‌ها در ۲۴ آوریل ۲۰۲۴ معرفی شدند. همه ۱۵ تیم جهانی زنان UCI به‌طور خودکار دعوت شدند. هفت تیم قاره زنان UCI به آنها پیوستند - دو تیم برتر قاره زنان UCI 2023 (تیم زنان کوفیدیس و تیم دوچرخه سواری حرفه ای زنان شهر تاشکند) دعوتنامه خودکار دریافت کردند و پنج تیم دیگر توسط ASO، برگزارکنندگان تور انتخاب شدند. در مجموع ۱۵۴ سوار از ۳۰ ملیت مسابقه را آغاز کردند که هلند بزرگ‌ترین گروه (۳۲ سوار) را داشت.

## مسیر

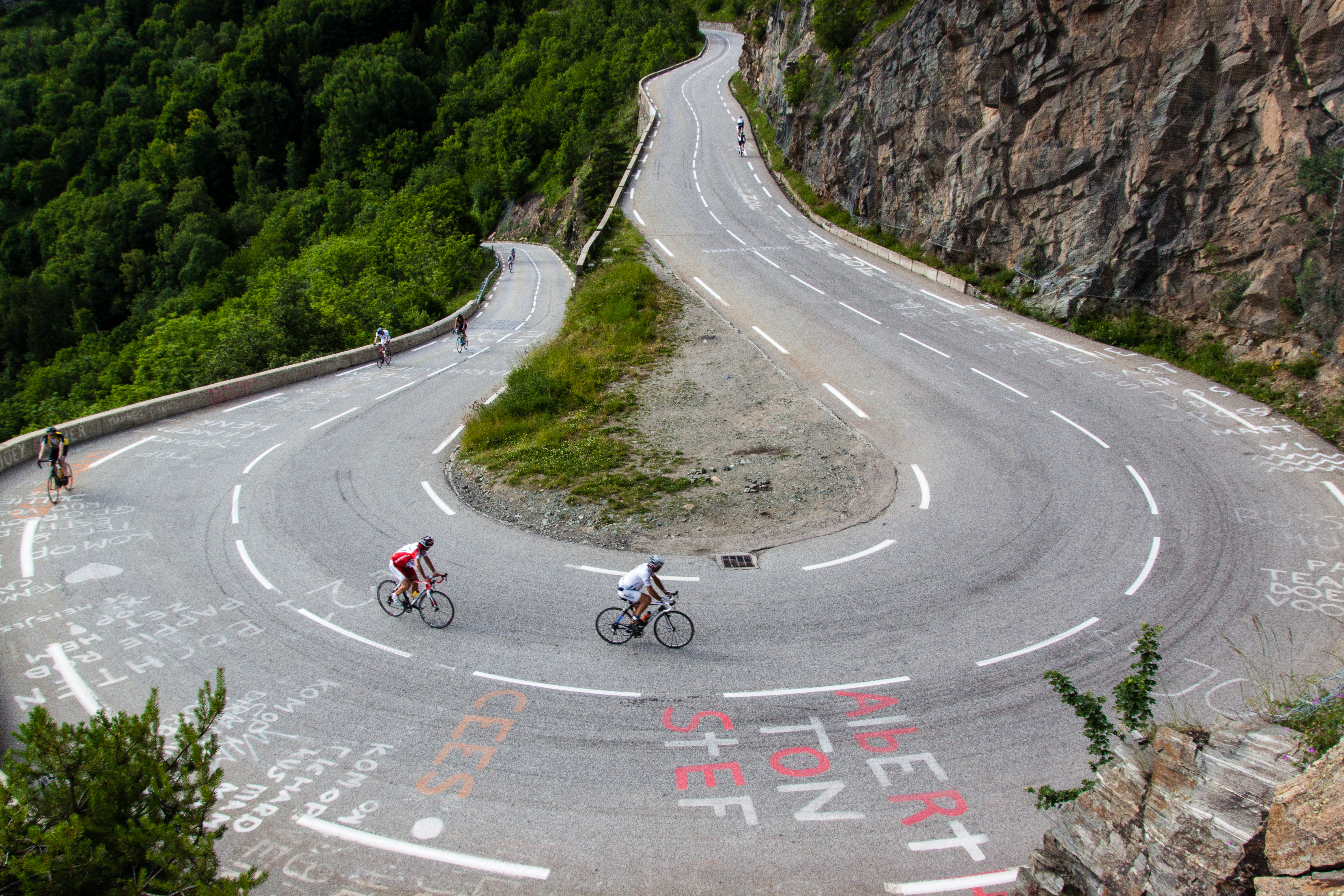
مرحله ۸ در بالای Alpe d'Huez به پایان رسید. ۱۳٫۸ کیلومتر (۸٫۶ مایل) طول دارد که دارای شیب متوسط ۷٫۹ درصد و دارای ۲۱ چرخش سنجاق سر است.

به دلیل برگزاری بازی‌های المپیک تابستانی پاریس ۲۰۲۴ بلافاصله پس از تور دو فرانس ۲۰۲۴، دوره ۲۰۲۴ بلافاصله پس از تور مردان برگزار نشد. در عوض، در فاصله کوتاهی بین بازی‌های المپیک و تابستان ۲۰۲۴ برگزار شد. پارالمپیک در اواسط آگوست.
در ژوئیه ۲۰۲۳، اعلام شد که Tour de France Femmes اولین گرند دپارت خود را در خارج از فرانسه خواهد داشت - با شروع سه مرحله در هلند، که از روتردام شروع می‌شود. در Alpe d'Huez به پایان برسانید، با Cycling News اشاره کرد که سازمان دهندگان مسابقه ASO به نظر می‌رسید «میل به گنجاندن حداقل یک صعود بسیار معروف» در هر نسخه از مسابقه باشد.
در اکتبر ۲۰۲۳، مسیر کامل توسط ماریون روس، مدیر مسابقه اعلام شد. این مسیر شامل هفت روز مسابقه با هشت مرحله بود که در مجموع ۹۴۶ کیلومتر (۵۸۸ مایل) را طی می‌کرد. سه مرحله اول در هلند برگزار شد که دو مرحله در ۱۳ آگوست برگزار شد، مرحله کوتاه‌تری و پس از آن یک تایم تریل انفرادی انجام شد. مسابقه طلا و لیژ–باستون–لیژ. با ورود به فرانسه، مسابقه به سمت جنوب و به سمت دو مرحله نهایی در آلپ ادامه یافت و مسابقه با پایان قله در Alpe d'Huez در ارتفاع ۱٫۸۵۰ متری (۶۰۰۷ فوت) به اوج رسید. Alpe d'Huez آخرین بار در یک مسابقه زنان حرفه ای در سال 1993 Tour Cycliste Féminin حضور داشت.
شبکه جهانی دوچرخه سواری اظهار داشت که به نظر می‌رسید این مسیر «عملاً برای نقاط قوت، ترجیحات و منشاء» مدافع عنوان قهرمانی دمی ولرینگ ساخته شده است. همیشه می‌خواستم آلپ دوهوز را سوار کنم. L'Équipe معتقد بود که مسابقه در مرحله نهایی تصمیم‌گیری می‌شود، با قهرمان ملی بریتانیا، فایفر جورجی، این صعود را «بی‌رحمانه» نامید.
| مرحله | تاریخ  | دوره                            | فاصله                      | مراحل                      | مراحل                      | برنده                      |
| ----- | ------ | ------------------------------- | -------------------------- | -------------------------- | -------------------------- | -------------------------- |
| ۱     | ۱۲ اوت | روتردام به لاهه (هلند)          | ۱۲۳ کیلومتر (۷۶ مایل)      |                            | مرحله تخت                  | Charlotte Kool (NED)       |
| ۲     | ۱۳ اوت | دوردرخت به روتردام (هلند)       | ۶۹٫۷ کیلومتر (۴۳٫۳ مایل)   |                            | مرحله تخت                  | Charlotte Kool (NED)       |
| ۳     | ۱۴ اوت | روتردام (هلند)                  | ۶٫۳ کیلومتر (۳٫۹ مایل)     |                            | زمان آزمایشی انفرادی       | Demi Vollering (NED)       |
| ۴     | ۱۵ اوت | والکنبورگ (هلند) به لیژ (بلژیک) | ۱۲۲٫۷ کیلومتر (۷۶٫۲ مایل)  |                            | مرحله تپه ای               | Puck Pieterse (NED)        |
| ۵     | ۱۶ اوت | Bastogne (بلژیک) به Amnéville   | ۱۵۲٫۵ کیلومتر (۹۴٫۸ مایل)  |                            | مرحله تخت                  | Blanka Vas (HUN)           |
| ۶     | ۱۷ اوت | Remiremont به Morteau           | ۱۵۹٫۲ کیلومتر (۹۸٫۹ مایل)  |                            | مرحله تپه ای               | Cédrine Kerbaol (FRA)      |
| ۷     | ۱۸ اوت | شامپاینول به Le Grand-Bornand   | ۱۶۶٫۴ کیلومتر (۱۰۳٫۴ مایل) |                            | مرحله کوهستان              | Justine Ghekiere (BEL)     |
| ۸     | ۱۹ اوت | Le Grand-Bornand به Alpe d'Huez | ۱۴۹٫۹ کیلومتر (۹۳٫۱ مایل)  |                            | مرحله کوهستان              | Demi Vollering (NED)       |
| مجموع | مجموع  | مجموع                           | ۹۴۹٫۷ کیلومتر (۵۹۰٫۱ مایل) | ۹۴۹٫۷ کیلومتر (۵۹۰٫۱ مایل) | ۹۴۹٫۷ کیلومتر (۵۹۰٫۱ مایل) | ۹۴۹٫۷ کیلومتر (۵۹۰٫۱ مایل) |

## بررسی اجمالی مسابقه

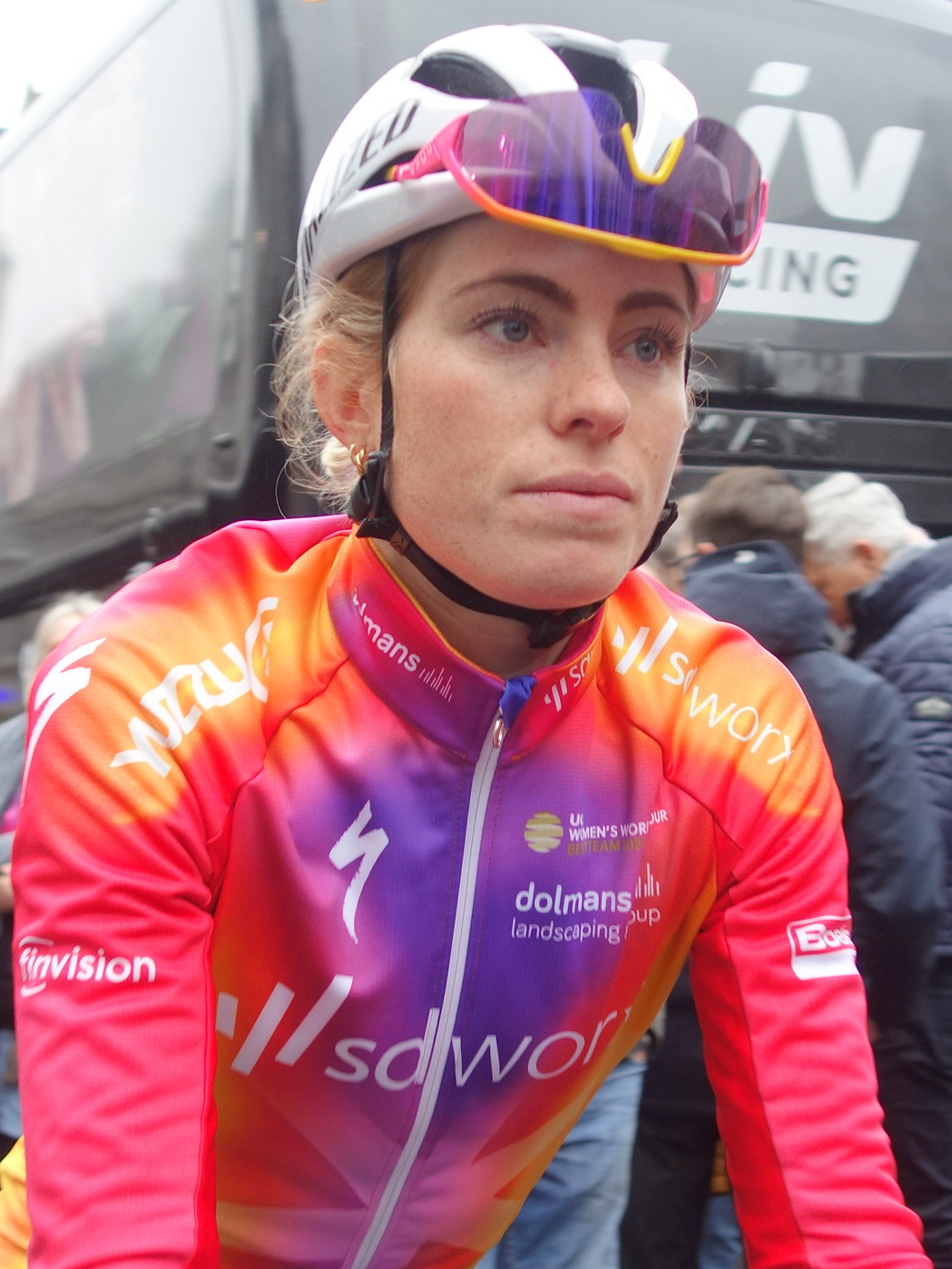
دمی ولرینگ به عنوان برگزیده رده‌بندی عمومی (GC) در نظر گرفته شد.

پیش از مسابقه، دمی ولرینگ مدافع عنوان قهرمانی، پس از پیروزی‌های ولرینگ در La Vuelta Femenina و سایر مسابقات مرحله‌ای در سال ۲۰۲۴، به عنوان برگزیده پیش از مسابقه برای رده‌بندی عمومی (GC) در نظر گرفته شد. دیگر. مدعیان رده‌بندی عمومی (GC) شامل Kasia Niewiadoma, Juliette Labous، Évita Muzic و Riejanne Markus بود.
لورنا ویبس، ماریان ووس و شارلوت کول در رده‌بندی امتیاز بهترین دونده سرعت، با ولرینگ و نیویادوما برای رده‌بندی ملکه کوه‌ها (QoM) انتخاب شدند. شیرین ون آنرویج و نو بردبری. و SD Worx برای رده‌بندی تیمی مورد علاقه‌های رده‌بندی سوارکاران جوان برای بهترین سوارکار زیر ۲۳ سال در نظر گرفته شدند.
به‌طور کلی، میدان ۱۵۴ سواری دارای ۱۸ نفر از ۲۰ سوارکار برتر جهان بود که کیارا کانسونی و لوته کوپکی، برنده رده‌بندی امتیاز ۲۰۲۳، تور را نادیده گرفتند تا روی بازی‌های المپیک تمرکز کنند. پوشش رسانه ای قبل از رویداد. با پیش‌بینی پایان قله در Alpe d'Huez و Grand Départ در هلند، مثبت بود. با ۵۰۰۰۰ یورو برای برنده رده‌بندی عمومی - که آن را به یکی از غنی‌ترین مسابقات دوچرخه سواری زنان تبدیل می‌کند.

### Grand Départ در هلند

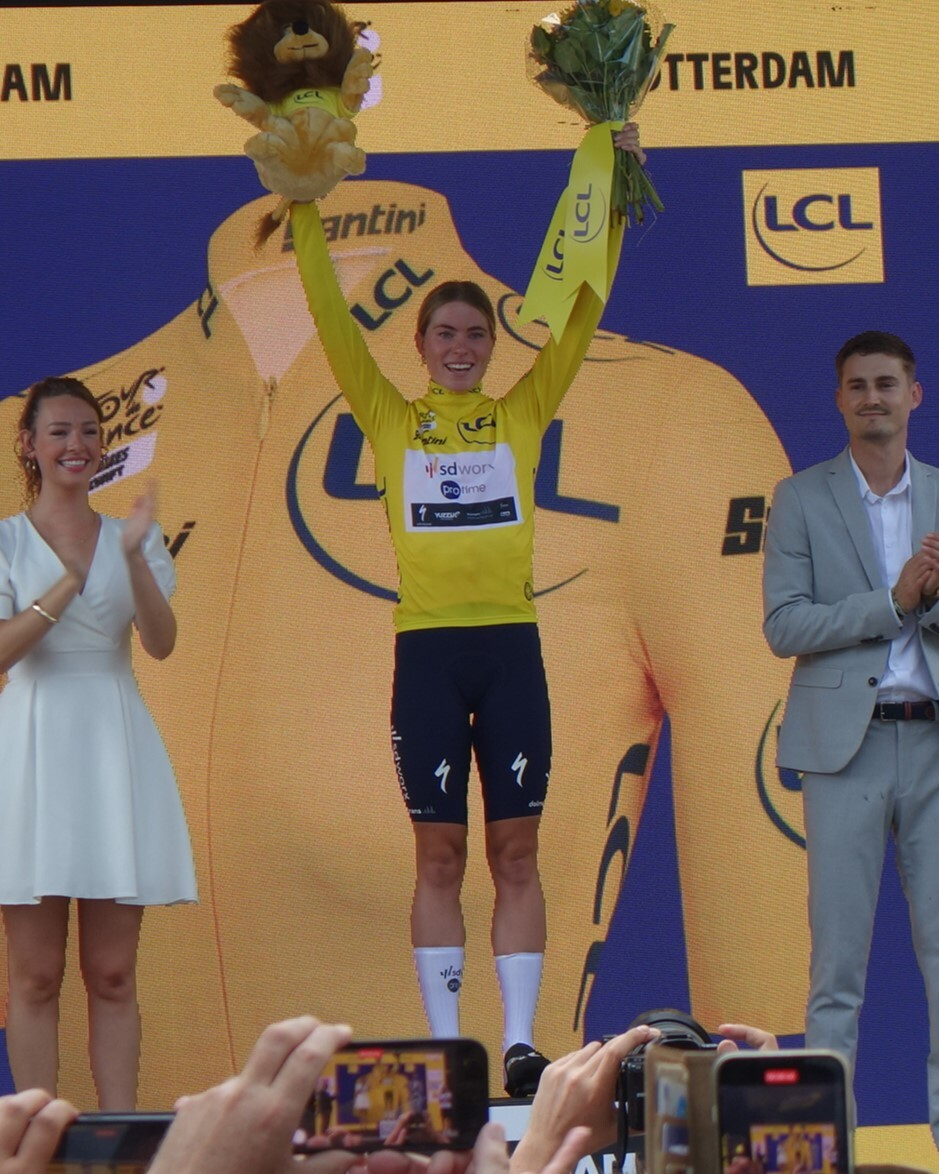
وولرینگ با پیراهن زرد پس از پیروزی در مرحله ۳

سه مرحله افتتاحیه در روتردام و اطراف آن در هلند برگزار شد. مرحله ۱ تور در ۱۲ آگوست با یک مسیر صاف به سمت لاهه برگزار شد. پس از اینکه ویبس (بولز–دولمنز) با یک مشکل مکانیکی روبرو شد، کول برنده استیج شد. بنابراین کول اولین پیراهن زرد مسابقه و همچنین پیراهن سبز رده‌بندی امتیاز را گرفت. الگو:داده‌های دوچرخه‌سواری TCW به دلیل ضعیف بودن مورد انتقاد قرار گرفت. عملکرد، با چهار نفر از سوارکاران آنها مسابقه را پس از اینکه نتوانستند با سرعت پلوتون در استیج تخت ادامه دهند، رها کردند.
مرحله ۲ یک مرحله کوتاه و مسطح بود که در صبح روز ۱۳ آگوست برگزار می‌شد و مرحله ۳ بعد از ظهر برگزار می‌شد. پایان، برتری کول در GC را به ۱۴ ثانیه افزایش داد و برتری او را در رده‌بندی امتیاز حفظ کرد.
مرحله ۳ یک تایم آزمایش انفرادی ۶٫۳ کیلومتری (۳٬۹ مایل) در مرکز روتردام بود. و قهرمان دو المپیک کریستن فاکنر هر دو زمان تنظیم را یک ثانیه کندتر می‌کنند. گریس براون، قهرمان تایم تریل المپیک دچار سوراخ شد و حدود ۳۰ ثانیه از دست داد زیرا مسیر کوتاه فرصتی برای جبران نداشت. زمان کمی سریع‌تر از Adegeest، با مدافع عنوان قهرمانی Vollering ({{{نام تیم-۲۰۲۴}}}) و سپس پنج ثانیه سریع‌تر زمان تعیین کرد. کول با پوشیدن پیراهن زرد، زمان ۷ دقیقه و ۵۰ ثانیه تعیین کرد - بنابراین در مجموع به ۳۳ سقوط کرد، اما برتری خود را در رده‌بندی امتیاز حفظ کرد. و پنج جلوتر از دایگرت. ولرینگ از برد خود در مرحله خوشحال شد و با اشک گفت که «واقعاً این اتفاق را ندیده است».

### عازم جنوب به فرانسه
مرحله ۴ یک مسیر تپه ای بود که از والکنبورگ در هلند به سمت جنوب به سمت لیژ در بلژیک می‌رفت و از صعودهایی استفاده می‌کرد که در مسابقات Liège–Bastogne–Liège Femmes و مسابقه طلایی Amstel انجام می‌شد. با ۳۵ کیلومتر (۲۲ مایل) مانده Puck Pieterse شروع به دور شدن از پلوتون در صعود Côte de La Redoute کرد، قبل از اینکه توسط رقبای GC تعقیب شود. Justine Ghekiere در صعود بعدی حمله کرد و در فرود ۲۰ ثانیه پیش افتاد. سپس پلوتون Ghekiere را در فاصله ۳۰۰ متری از بالای صعود نهایی گرفت و Vollering, Pieterse, Katarzyna Niewiadoma ({{{team name-2024}}}) و Pauliena Rooijakkers از پلوتون فاصله گرفتند. . Pieterse امتیاز QoM را در اوج گرفت. در حال نزول به سمت لیژ، سه نفر از Vollering, Niewiadoma و Pieterse از Rooijakkers دور شدند - با Vollering در یک صعود جزئی که در حدود ۱۱ کیلومتری (۶٫۸ مایل) قرار داشت، ثانیه‌های پاداش دریافت کرد) رفتن. در پایان، پیترز از ولرینگ پیشی گرفت و برد مرحله اول خود را در تور به دست آورد. پیترز مقام دوم را از آن خود کرد و در رده‌بندی سوارکاران جوان و همچنین پیراهن نقطه‌ای در رده‌بندی کوهستان پیشتاز شد. Niewiadoma با ۳۴ ثانیه در GC پس از Vollering مقام سوم را به خود اختصاص داد. کول پیراهن سبز خود را در رده‌بندی امتیاز حفظ کرد.
مرحله ۵ سوارکاران را به سمت جنوب به آمنویل برد و برای اولین بار وارد فرانسه شد. با آماده شدن تیم‌ها برای پایان دوی سرعت، گوشه‌ای تیز از یک دوربرگردان با ۶ کیلومتر (۳٫۷ مایل) باقی‌مانده، پلوتن را غافلگیر کرد و حدود ۲۵ سوارکار با سرعت زیاد تصادف کردند. سوارکارانی که زمان را از دست دادند عبارتند از پیراهن زرد Vollering, Pieterse مقام دوم و رقیب رکابزن جوان van Anrooij و برادبری ({{{Tam name-2024}}}). Vollering. مدتی طول کشید تا دوچرخه‌اش را دوباره سوار شود، و در حالی که به سمت پایان می‌رفت به‌طور مشهودی درد داشت. از شکستگی گردن و شکستگی دست رنج می‌برد. گروه کوچکی از سوارکاران باقی مانده از جمله Niewiadoma, Faulkner, Blanka Vas ({{{team name-2024}}})، Liane Lippert زنان MOV) و سدرین کربال (WNT–Rotor Pro به سمت پایان حرکت کردند و در کیلومتر پایانی با یکدیگر مبارزه کردند. در نهایت، لیپرت در آخرین بخش شیب دار رفت، با این حال واس به اندازه کافی قوی بود که از او سبقت گرفت و برد مرحله اول خود را در تور به دست آورد. پیترز او از گرفتن پیراهن زرد ابراز خرسندی کرد و اظهار داشت که «احساس بسیار خاصی دارد». علیرغم تصادف، پیترز پیشتاز خود را در رده‌بندی QoM و سوارکاران جوان حفظ کرد. ولرینگ ۱ دقیقه و ۴۷ ثانیه عقب‌تر از Vas از خط عبور کرده بود و در مجموع به جایگاه نهم سقوط کرد، ۱ دقیقه و ۱۹ ثانیه پس از Niewiadoma. انتقاداتی از {{{تیم نام-۲۰۲۴}}} به دلیل عدم اعزام سواران برای حمایت از ولرینگ به خط پایان وجود داشت، واس اشاره کرد که رادیو او کار نمی‌کند.
مرحله ۶ سوارکاران را در مسیری تپه ای به سمت جنوب به سمت Morteau برد.[47] Ghekiere با دو جدایی جداگانه سوار شد تا حداکثر امتیاز QoM را در چهار صعود اول به دست آورد، با Marianne Vos برنده سرعت متوسط. برای کاهش اختلاف بین او و کول. پس از صعود نهایی، کربال از پلوتون حمله کرد و با سرعت بالا پایین آمد - با ۵ کیلومتر (۳٫۱ مایل) باقی مانده، ۳۰ ثانیه پیش افتاد. علیرغم یک صعود تند نهایی به سمت پایان، کربال اولین برد تاریخ فرانسه در مرحله تور را به دست آورد. او در مجموع با ۱۶ ثانیه عقب‌تر از Niewiadoma به مقام دوم رسید. پس از کربال، ووس در مسابقه گروهی به مقام دوم دست یافت و بدین ترتیب در رده‌بندی امتیاز از کول پیشی گرفت. Ghekiere پیراهن نقطه‌بندی رده‌بندی QoM را به دست گرفت و پیترز همچنان برتری خود را در رده‌بندی سوارکاران جوان حفظ کرد.